# Geoffroy Grenonat
Geoffroy Grenonat dit le Moustachu (el Bigoti), (mort a Quimper el 25 d'octubre de 1084), fou comte de Rennes de 1066 a 1084.

## Biografia
Fill il·legítim d'Alan III de Bretanya, va rebre de manera vitalicia el comtat de Rennes a la mort de Conan II de Bretanya en detriment de l'hereva legitima Havoisa de Bretanya que fou només comtessa titular (fins a la seva mort el 1072).
El 1075 es va unir a la revolta d'Eó I de Penthièvre contra Hoel II de Bretanya, el marit d'Havoisa i comte titular en nom del seu fill Alan Fergent. Dos anys després, el 1077, va fer reforçar les muralles de Rennes. Assetjat en aquesta ciutat per Alan IV Fergent quan va pujar al tron el 1084 (a la mort d'Hoel II), fou derrotat i enviat a Quimper on va morir aquell l'octubre del mateix any 1084. Llavors Alan Fergent fou proclamat comte de Rennes.
Segons algunes fonts antigues, Geoffroy Grenonat s'hauria casat amb Berta, considerada filla de Riwallon I de Dol, de la que hauria tingut un fill, Eudes, la sort del qual és desconeguda.